# Біженці в Польщі
Біженці в Польщі до 2022 року були відносно невеликою групою. З 1989 року кількість осіб, які звертаються за статусом біженця в Польщі, щорічно зросла приблизно з 1000 до 10 000; схвалено близько 1–2 % заявок. Більшість заявників були громадянами колишнього Радянського Союзу (зокрема, Чечні та України).
Після російського вторгнення в Україну 24 лютого 2022 року в Європі було зафіксовано понад 7,2 мільйона біженців, які втекли з України, причому переважна більшість спочатку втікали до країн, найближчих до її західного кордону. За даними Управління Верховного комісара ООН у справах біженців (УВКБ ООН), майже 1,4 мільйона людей втекли до сусідньої Польщі.

## Історія
Після Другої світової війни Польща стала комуністичною країною і була основним місцем для біженців лише з країн, які постраждали від «класової боротьби» (таких як Греція, Чилі чи В'єтнам). За підрахунками, загальна кількість біженців і шукачів притулку, які прибули до Польщі в період 1945—1989 років, становила близько 20 000–30 000 осіб. Після падіння комунізму в 1989 році Польща стала більш привабливим напрямком після її лібералізації та переходу до капіталістичного та демократичного суспільства. УВКБ ООН відкрило офіс у Польщі в 1992 році після приєднання Польщі до Конвенції про біженців 1951 року та Протоколу 1967 року. Серед іншого, Польща стала одним із місць призначення біженців з колишнього Радянського Союзу (зокрема, Чечні), Югославії та Афганістану. Кількість біженців, які прибули до Польщі, була все ще невеликою порівняно з кількістю тих, хто прибув до країн Західної Європи; близько 1500 щороку на початку 1990-х років. До кінця 1990-х років ця кількість приблизно подвоїлася, і польський уряд прийняв нові закони в рамках підготовки до вступу Польщі в Європейський Союз. На початку 2000-х років кількість людей, які подали заявки на отримання статусу біженця та притулку в Польщі, зросла до 7000. Починаючи з 2010 року, кількість коливалась від 6–7 000 до 15 000: 10 000 у 2010 і 2012 роках, 15 000 у 2013 році, 6 500 у 2014 році та 12 000 у 2015 році.
Лише близько 1–2 % заявок було ухвалено. У 2012 році статус біженця отримали 106, а 477 отримали додатковий захист. У 2013 році 208 осіб отримали статус біженця, а 550 — додатковий захист або категорію «толерантне перебування». Близько 85 % осіб, які подали заяву на отримання статусу біженця чи притулку, залишають Польщу, подорожуючи до Західної Європи, до того, як польське відомство винесе рішення, яке призведе до скасування їх запиту.

### 2021—2022 Прикордонна криза Білорусі та Європейського Союзу
Міграційна криза між Білоруссю та Європейським Союзом у 2021—2022 роках почалася приблизно 7 липня 2021 року, коли білоруський президент Олександр Лукашенко погрожував «наводнити» ЄС торговцями людьми, контрабандистами наркотиків і озброєними мігрантами. Пізніше білоруська влада та контрольовані державою туристичні підприємства разом з деякими авіакомпаніями, що працюють на Близькому Сході, почали просувати тури до Білорусі, збільшуючи кількість пересадок з Близького Сходу та надаючи тим, хто їх купив, білоруські візи, нібито з метою полювання. Групи соціальних мереж також пропонували шахрайські поради щодо правил перетину кордону потенційним мігрантам, більшість з яких намагалися дістатися до Німеччини. Потім тим, хто прибув до Білорусі, дали вказівки, як і де перетинати кордон Європейського Союзу (ЄС) і що говорити прикордонникам по той бік кордону. Мігранти розповіли, що Білорусь надала їм різаки для дроту та сокири, щоб перерізати прикордонні паркани та потрапити до ЄС; проте ті, кому не вдавалося перетнути кордон, часто були змушені білоруською владою залишатися там, яку звинувачували в нападі на деяких мігрантів, які не змогли перетнути кордон. Пізніше білоруська влада підтвердила, що залучення прикордонних військ «абсолютно можливе». Білорусь відмовилася надати польську гуманітарну допомогу для мігрантів, яка включала намети та спальні мішки.
Польща, Литва та Латвія описали кризу як гібридну війну, назвавши кризу інцидентом торгівлі людьми мігрантів, який Білорусь веде проти ЄС. Уряди трьох країн оголосили надзвичайний стан і оголосили про свої рішення побудувати прикордонні стіни на кордоні з Білоруссю, а Польща виділила приблизно 353 мільйони євро на будівництво 60 кілометрового бар'єра. ЄС надіслав додаткових офіцерів підтримки та патрульні машини до Литви, а 12 урядів країн ЄС заявили про свою підтримку фізичного бар'єра вздовж кордону.

### 2022 Українська криза біженців
Російське вторгнення в Україну 2022 року, яке почалося 24 лютого, призвело до міграційної кризи біженців з України у 2022 році. Станом на 6 вересня 2022 року, за даними УВКБ ООН, майже 7,2 мільйона українських біженців покинули територію України, причому переважна більшість спочатку втекли до країн, найближчих до її західного кордону. Майже 1,4 мільйона людей втекли до сусідньої Польщі.

## Демографія

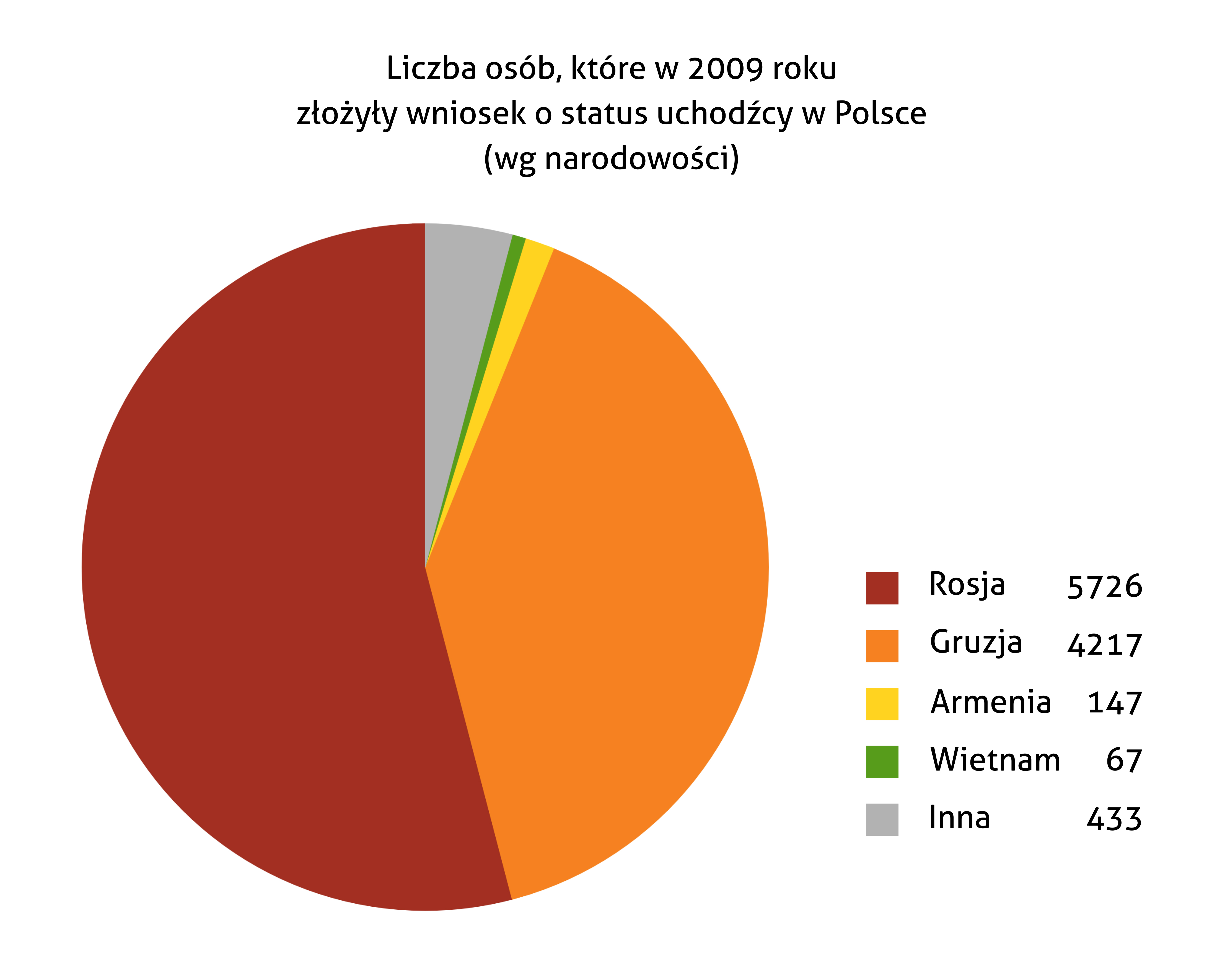
Загальна кількість заяв на отримання статусу біженця в Польщі за національністю, 2009 рік

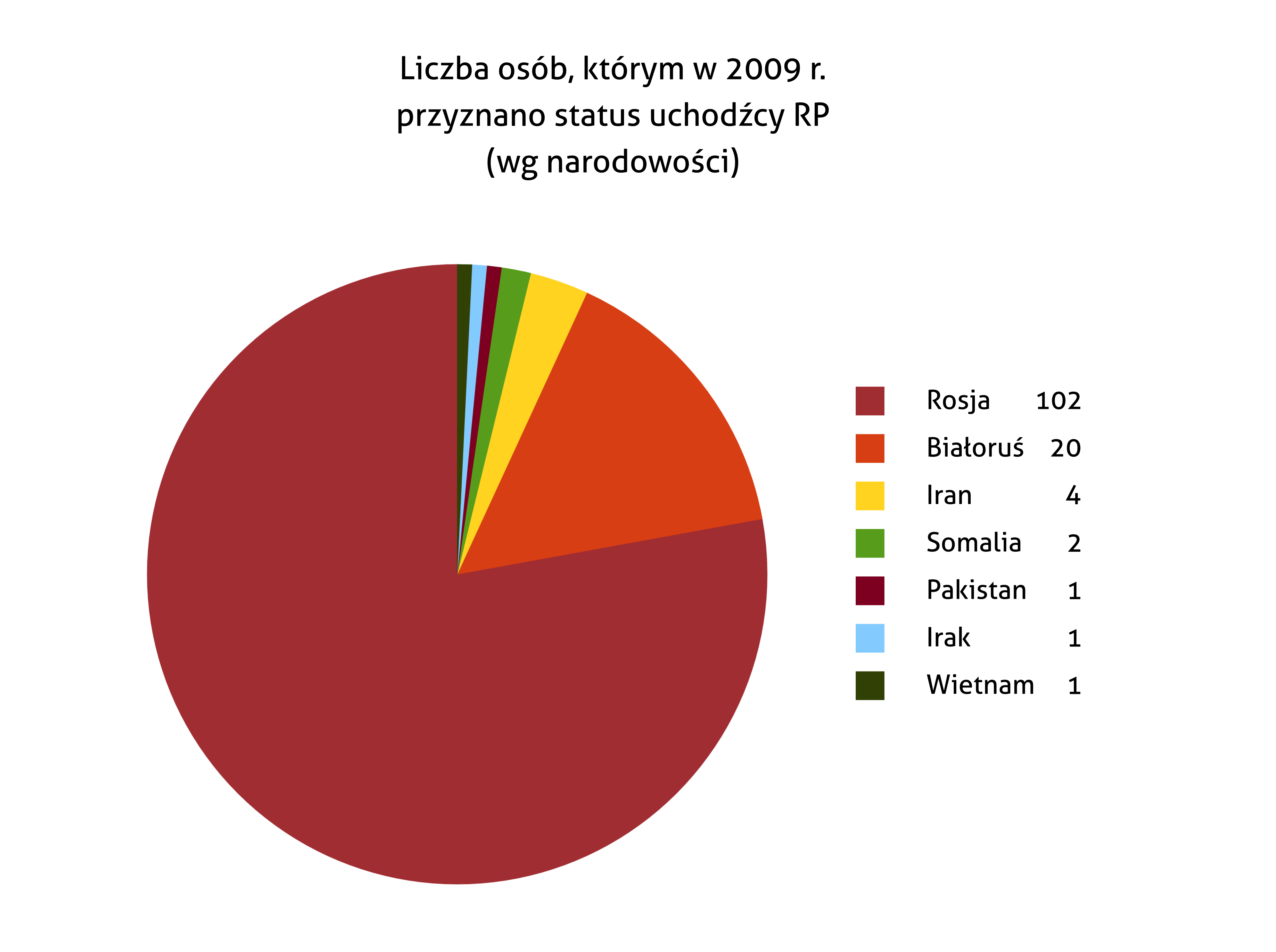
Схвалені заявки на отримання статусу біженця в Польщі за національністю, 2009 рік

Найбільша група біженців у Польщі — вихідці з колишнього Радянського Союзу; до російського вторгнення в Україну у 2022 році щороку, починаючи з 2000 року, ця група становила від 40 до 90 % осіб, які зверталися за статусом біженця в Польщі; з них найбільшою групою були чеченці, які почали претендувати на це на початку 21 століття, після громадянської війни в Чечні. За оцінками, станом на середину 2010-х років у Польщі може бути близько 20 000 чеченців. Другою за чисельністю групою були українці, які почали претендувати на цей статус після початку російсько-української війни ; Приблизно від 1 до 2 тисяч і більше українців подали заявки на перебування в Польщі з початку збройної агресії Росії. Третя за чисельністю група з цього регіону, яка претендує на перебування в Польщі, — вихідці з Грузії.
З початку громадянської війни в Сирії від ста до трьох сотень сирійців щороку подають заявки на отримання статусу біженця в Польщі.

## Ставлення до біженців
За останні кілька десятиліть, багато поляків емігрували за кордон у пошуках кращої роботи. Це вказувалося як одна з причин, чому поляки у 2000-х роках дотримувалися найбільш проімміграційних поглядів до біженців і шукачів притулку в Європі. Це ставлення почало змінюватися приблизно у 2015 році, після початку європейської міграційної кризи. Польські уряди не підтримують плани ЄС розподілити біженців по всій Європі, включно з Польщею. Ставлення до біженців погіршилося. Загальнонаціональне опитування в грудні 2016 року показало, що 52 % не хочуть, щоб біженці прибували до Польщі, 40 % підтримують лише тимчасове переселення, і лише 4 % підтримують постійне переселення. Більше поляків прихильно ставилися до біженців з України, ніж з Близького Сходу.
Опитування громадської думки, проведені з 28 лютого по 10 березня 2022 року, у період значного напливу біженців одразу після початку російського вторгнення в Україну у 2022 році, показали, що польське суспільство переважною більшістю підтримує допомогу українським біженцям, які тікали від війни. Пізніші опитування, проведені на рубежі березня та квітня, також підтвердили ці данні.